# Källunga församling
Källunga församling var en församling i Skara stift och i Herrljunga kommun. Församlingen uppgick 2010 i Hudene församling.

## Administrativ historik
Församlingen har medeltida ursprung. 
Församlingen var till 2010 annexförsamling i pastoratet Skölvene, Hov och Källunga som till 1989 även omfattade Norra Säms församling och från 1962 Eriksbergs, Mjäldrunga och Broddarps församlingar och från 1989 även Ods, Molla, Alboga och Öra församlingar. Församlingen uppgick 2010 i Hudene församling.

## Kyrkor
- Källunga kyrka